# Verona Elder
Verona Bernard (née Elder le 5 avril 1953 à Wolverhampton) est une athlète britannique, spécialiste du 400 m.

## Biographie
Elle fait ses débuts sur la scène internationale à l'occasion des Jeux olympiques de 1972, à Munich, en prenant la cinquième place du relais 4 × 400 m. L'année suivante, elle remporte le titre du 400 m des Championnats d'Europe en salle de Rotterdam, en devançant les Est-allemandes Waltraud Dietsch et Renate Siebach. Sélectionnée dans l'équipe d'Angleterre lors des Jeux du Commonwealth britannique de 1974, Verona Elder se classe deuxième de l'épreuve du 400 m et remporte celle du relais 4 × 400 m.
Elle conserve son titre continental indoor à l'occasion des Championnats d'Europe en salle 1975 de Katowice. Créditée de 52 s 68, elle précède les Soviétiques Nadezhda Ilyina et Inta Klimoviča. Elle s'incline cependant lors de l'édition suivante, en 1977, face à l'Est-allemande Marita Koch. Finaliste sur 400 m et 800 m lors des Championnats d'Europe en plein air de 1978, elle se classe deuxième du 400 m des Jeux du Commonwealth d'Edmonton.
En début de saison 1979, Verona Elder s'adjuge son troisième titre continental indoor en remportant les Championnats d'Europe en salle de Vienne, en Autriche, devançant dans le temps de 51 s 80 la Tchécoslovaque Jarmila Kratochvílová et l'Autrichienne Karoline Käfer. 
Verona Elder remporte à trois reprises le titre du 400 m des Championnats de l'Amateur Athletic Association, en 1972, 1976 et 1977. 

### Palmarès
| Date | Compétition                    | Lieu            | Résultat | Épreuve   |
| ---- | ------------------------------ | --------------- | -------- | --------- |
| 1972 | Jeux olympiques                | Munich          | 5e       | 4 × 400 m |
| 1973 | Championnats d'Europe en salle | Rotterdam       | 1re      | 400 m     |
| 1974 | Championnats d'Europe          | Rome            | 7e       | 400 m     |
| 1974 | Jeux du Commonwealth           | Christchurch    | 2e       | 400 m     |
| 1974 | Jeux du Commonwealth           | Christchurch    | 1re      | 4 × 400 m |
| 1975 | Championnats d'Europe en salle | Katowice        | 1re      | 400 m     |
| 1976 | Jeux olympiques                | Montréal        | 7e       | 4 × 400 m |
| 1977 | Championnats d'Europe en salle | Saint-Sébastien | 2e       | 400 m     |
| 1978 | Championnats d'Europe          | Prague          | 8e       | 400 m     |
| 1978 | Championnats d'Europe          | Prague          | 6e       | 800 m     |
| 1978 | Jeux du Commonwealth           | Edmonton        | 2e       | 400 m     |
| 1979 | Championnats d'Europe en salle | Vienne          | 1re      | 400 m     |
| 1981 | Championnats d'Europe en salle | Grenoble        | 3e       | 400 m     |

### Records
| Épreuve    | Performance | Lieu  | Date         |
| ---------- | ----------- | ----- | ------------ |
| 400 mètres | 51 s 70     | Fürth | 10 juin 1978 |